# Döschütz (Großweitzschen)
Döschütz ist ein Ortsteil der Gemeinde Großweitzschen im Landkreis Mittelsachsen in Sachsen.

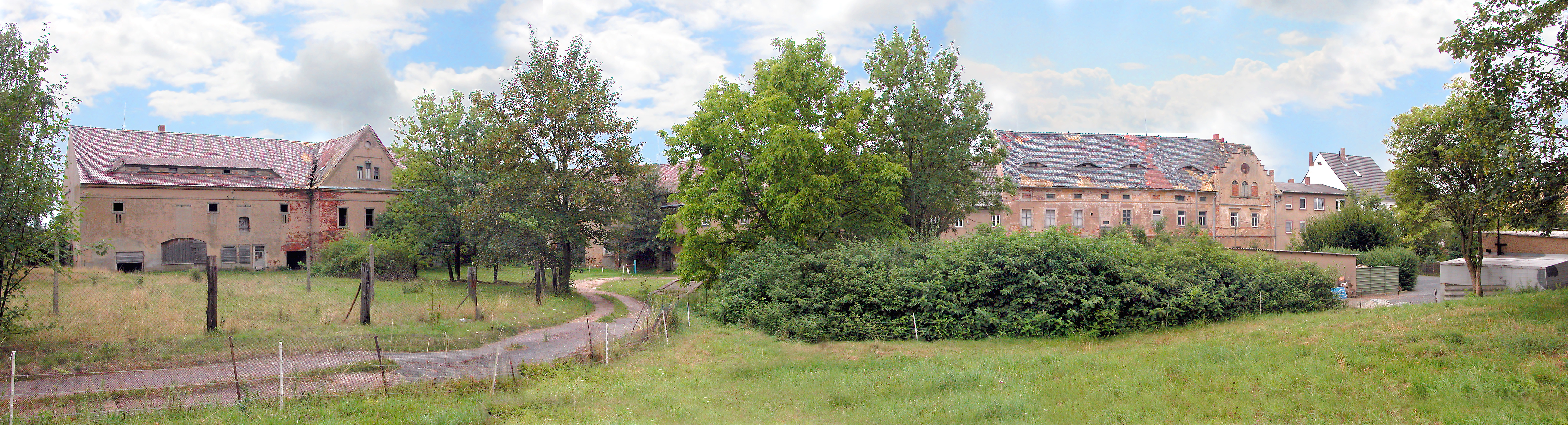
[http://www.mockritz.com/0-mockritz/chronik.html Rittergut Döschütz 2006, rechts das Herrenhaus

## Geografie und Verkehrsanbindung
Der Ort liegt nordöstlich des Kernortes Großweitzschen an der Kreisstraße K 7515. Die A 14 verläuft südlich und die B 169 östlich. Am südlichen Ortsrand fließt der Gärtitzer Bach.